# Eudendrium maldivense
Eudendrium maldivense is een hydroïdpoliep uit de familie Eudendriidae. De poliep komt uit het geslacht Eudendrium. Eudendrium maldivense werd in 1905 voor het eerst wetenschappelijk beschreven door Borradaile. 